# Affandi
 (juin 2017).

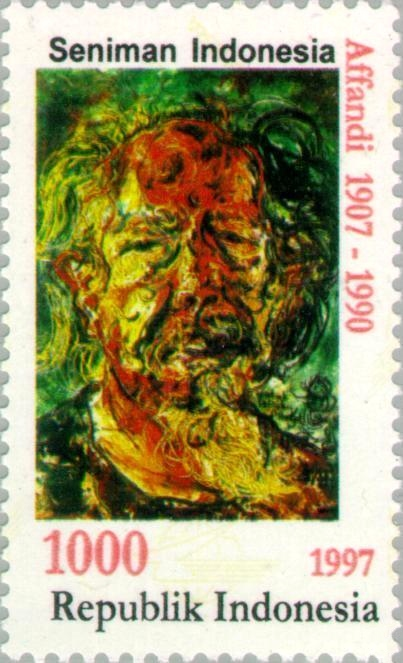
Timbre représentant un autoportrait d'Affandi

Affandi (1907 – 23 mai 1990) était un peintre indonésien né à Cirebon (actuelle province de Java occidental). Son père, Raden Koesoema, était surveillant dans la sucrerie locale. Après des études secondaires à Batavia (aujourd'hui Jakarta, capitale de l'Indonésie), il renonce à faire des études supérieures. À partir de 1934, il apprend à peindre seul. Sa première femme, Maryati Affandi (1916 - 1991) fut également une peintre réputée.

## Carrière
Dans les années 1950, Affandi se lance dans le style expressionniste.
Carrying the First Grandchild (1953) fût la pièce qui marqua son nouveau style : le "pressage du tube". Affandi peignait en compressant le tube de peinture pour la faire sortir. Il est venu à cette technique par accident, un jour où il avait l'intention de dessiner une ligne. Perdant patience à la recherche d'un crayon, il appliqua la peinture directement à la sortie du tube. Il découvrit que l'effet résultant était que l'objet ainsi peint apparaissait plus vivant. Il ressentait également plus de liberté à exprimer ses sensations en utilisant ses seules mains plutôt qu'un pinceau. A certains égards, il avait des similarités avec Vincent van Gogh.
Comme artiste renommé, Affandi participe à différents expositions à travers le monde. En plus de l'Inde, il montre aussi ses œuvres à la biennale au Brésil (1952), à Venise (1954) et y gagne un prix, à São Paulo (1956). En 1957, il reçoit une bourse du gouvernement américain pour étudier les méthodes d'apprentissage des arts. Il est nommé professeur honoraire en peinture à l'Université d'État de l'Ohio à Columbus aux États-Unis. En 1974, il reçoit un doctorat honorifique de l'Université nationale de Singapour, un prix de la paix de la Dag Hammarskjöld Foundation en 1977, et un titre de Grand maître à Florence, Italie.

## Musée
À Yogyakarta, Affandi dessine et construit une maison pour lui-même, qui fonctionne comme un musée pour exposer ses peintures. Le bâtiment possède un toit qui ressemble à une feuille de banane. Le musée possède environ 250 peintures d’Affandi. À regret, l'humidité de l’air et la température causent des inquiétudes sur l’état des peintures. La Fondation Affandi, qui gère le musée, est confrontée à des difficultés pour gérer le musée dues au manque de fonds.
Avant de décéder, Affandi passe beaucoup de temps dans son musée à observer ses peintures. Il a dit une fois, « Je veux mourir dans la simplicité sans donner à quelqu'un des ennuis inutiles, donc je pourrais aller chez lui en paix. »
Après avoir souffert de complication médicale, Affandi meurt le mercredi 23 mai 1990. Il est enterré dans le complexe du musée, comme il le voulait, entouré par sa famille et son travail.